# Villa Tanger
Die Villa Tanger ist eine größere Villa im Stadtteil Kötzschenbroda des sächsischen Radebeul, in der Meißner Straße 159. Sie erhielt ihren Häusernamen von dem in Spanisch-Marokko und  Tanger erfolgreichen, königlich-sächsischen Kommerzienrat Adolf Renschhausen, der sie von 1911 bis 1927 besaß.

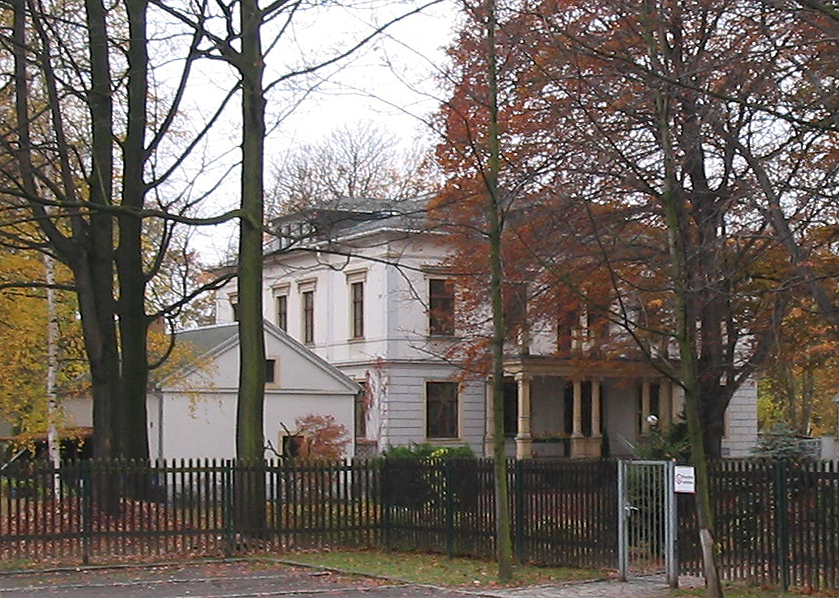
Villa Tanger (Nordseite) mit östlichem Nebengebäude

Heute ist dort eine Kindertagesstätte untergebracht. Die Villa stand bereits zu DDR-Zeiten seit mindestens 1979 unter Denkmalschutz.
Laut Denkmalpflege handelt es sich um ein „repräsentatives gründerzeitliches Anwesen mit historisierendem Wohnbau von hoher gestalterischer Qualität, […] baugeschichtlich bedeutend“.
Links unmittelbar benachbart sind das ebenfalls denkmalgeschützte Eckgebäude Villa Ernst Meißner sowie dahinter in der Richard-Wagner-Str. 11 das Zweifamilienhaus Mehring.

## Beschreibung

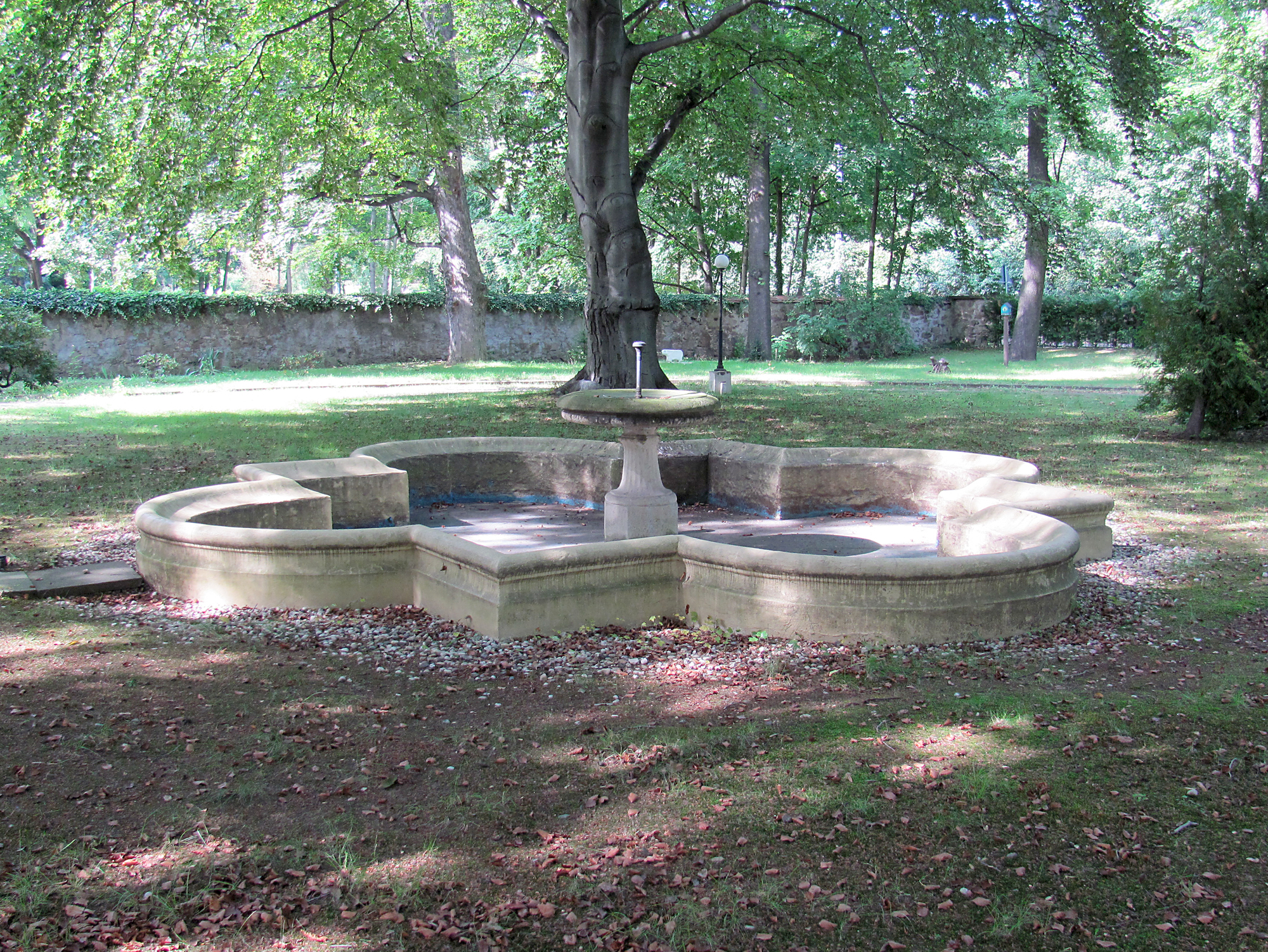
Villa Tanger, Springbrunnen

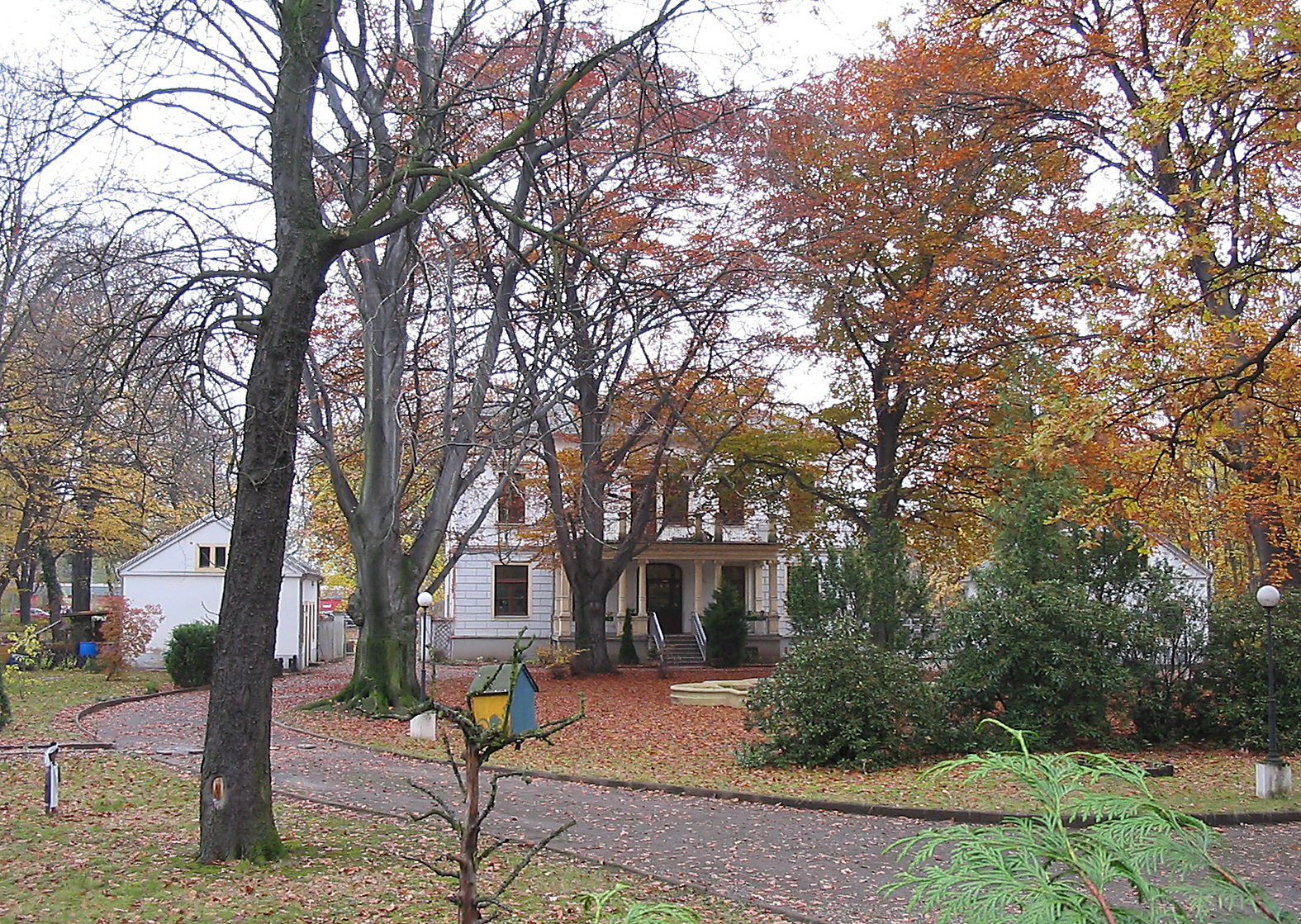
Villa Tanger, Gartenanlage mit mittigem Springbrunnen (Straßenansicht mit beiden Nebengebäuden)

Das heute mitsamt den beidseitigen Nebengebäuden der Gartenanlage mit Bassin sowie der westlichen Begrenzungsmauer denkmalgeschützte Gebäude liegt, mit zwei Seitengebäuden (Kavaliershäuser) an seiner Seite, relativ weit ab von der Straße in einem großen Garten.
Der zweigeschossige, fast quadratische Putzbau von fünf zu vier Fensterachsen Größe hat ein flach geneigtes Walmdach. In der Straßenansicht steht mittig in einer Breite von drei Fensterachsen eine Terrasse mit einer Freitreppe zum Garten, überdacht von einem durch Eckpfeiler und ionischen Säulen auf Postamenten getragenen Söller mit einem Austritt obenauf. Alle acht Stützen haben obenauf Kapitelle mit Eckvoluten und Eierstab, die Schäfte sind kanneliert.
Die Fenster im Obergeschoss der Hauptansichten besitzen Verdachungen, das mittlere Doppelfenster einen passenden Dreiecksgiebel. Die Fassaden sind sparsam durch Sandsteine und Stuckornamente gegliedert, dazu gehören auch Ecklisenen im Obergeschoss sowie Gesimse und eine Putzquaderung im Erdgeschoss.
Auf beiden Seiten des Hauptgebäudes steht jeweils ein eingeschossiges Nebengebäude mit Satteldach.
Der weitläufige Garten gilt als Werk der Landschafts- und Gartengestaltung. Im Garten steht ein Wasserbecken mit einer Sandsteineinfassung sowie einer Mittelschale mit Fontäne. Wegen der möglichen Gefahr für die Kinder ist der Springbrunnen abgeschaltet und das Wasserbecken trocken.

## Geschichte

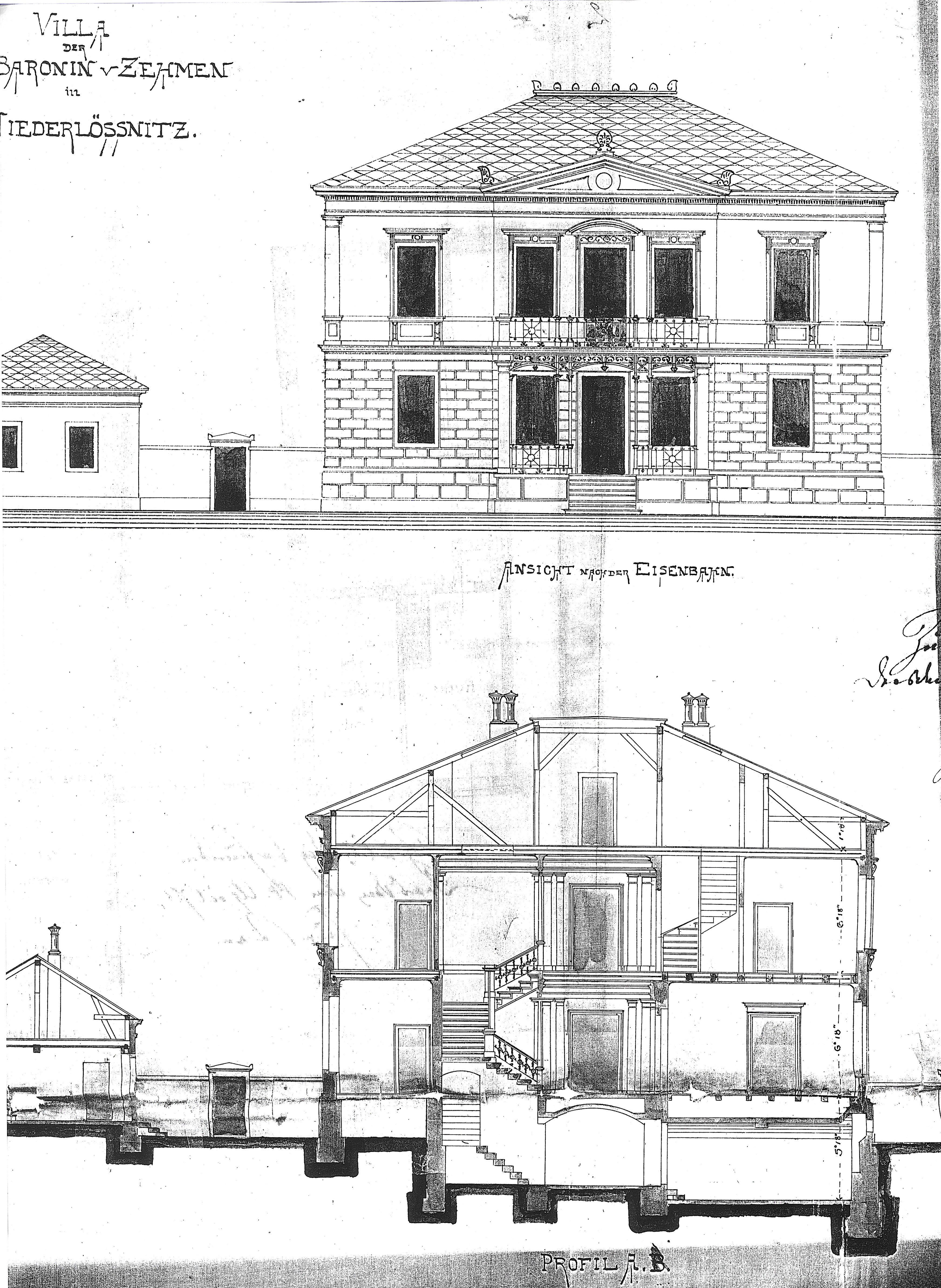
Villa für Baronin Zehmen: Entwurf der Gebrüder Ziller, 1873, Südseite mit Gründung und innerer Erschließung

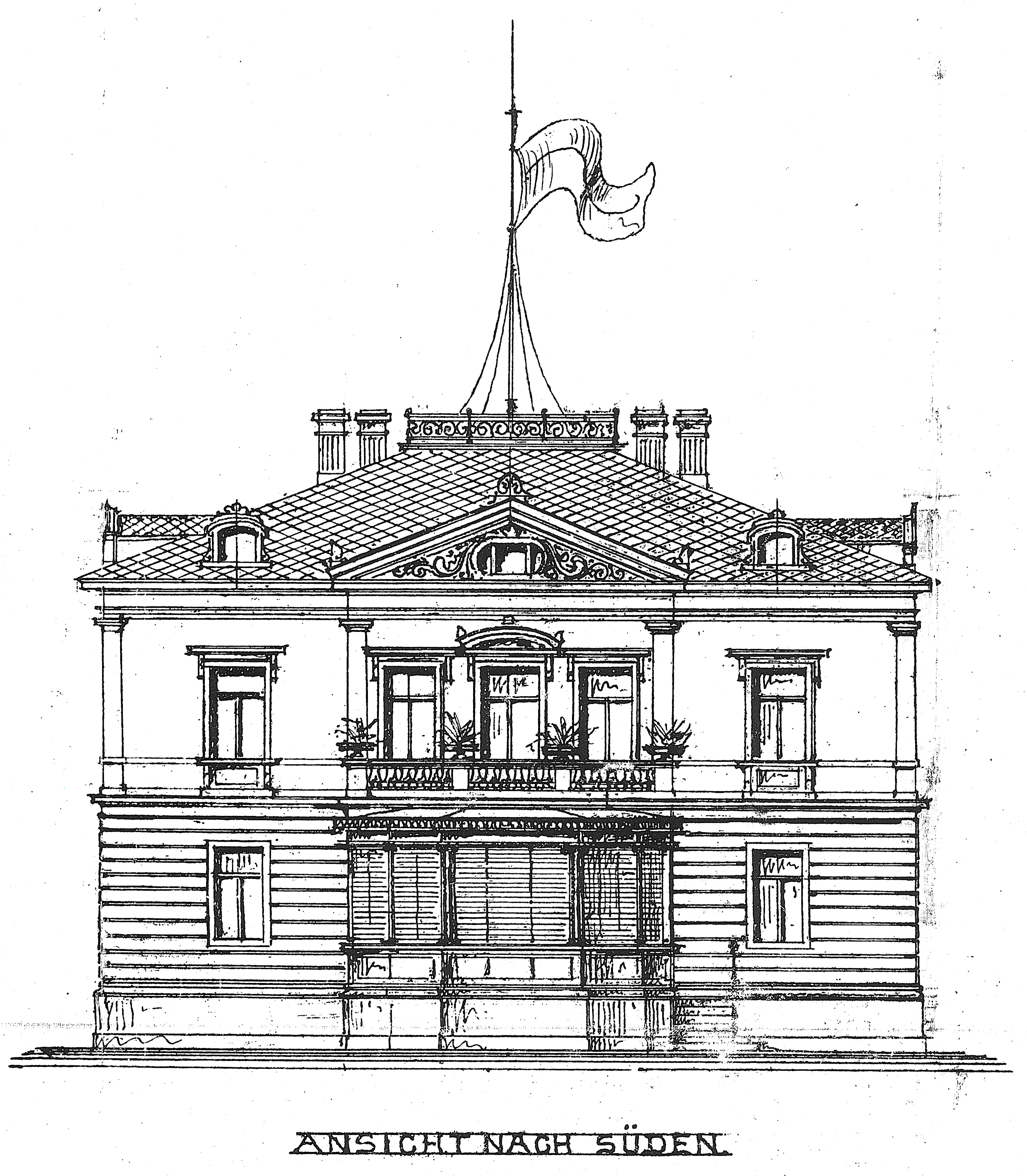
Villa Tanger: Umgestaltungs-Entwurf von Paul Ziller, 1911, Südseite

Im Jahr 1873 errichteten die Baumeister Gebrüder Ziller für die Baronin von Zehmen diese Villa auf dem Schleinitz-Weinberg. Im Jahr 1911 ergänzte der Architekt Paul Ziller, jüngster Bruder der beiden Ziller-Brüder, die Terrasse mit der Säulenhalle, die geschlossene Veranda auf der Südseite und gestaltete die Villa stilistisch um. Spätestens ab 1911 bis 1927 war das Anwesen im Eigentum des in Spanisch-Marokko und Tanger erfolgreichen, königlich-sächsischen Kommerzienrats Adolf Renschhausen.
Im September 1927 wurde sie für 65.000 Reichsmark an den Stadtrat von Dresden verkauft. Laut Adressbuch befand sich dort spätestens ab 1931 ein städtisches Säuglingsheim, 1944 als Stadtkinderheim bezeichnet. Nach 1949/1950 wurde aus dem Anwesen ein Heim für die nach Radebeul verbrachten griechischen Markos-Kinder. Ab Januar 1963 wurde dann ein Kindergarten für etwa 90 deutsche Kinder eingerichtet.
Heute ist dort die Integrative Kindertagesstätte „Thomas Müntzer“ der Stadt Radebeul untergebracht. Ab 2006 erfolgten mit Hilfe der Konjunkturpakete denkmalgerechte, brandschutztechnische und energetische Sanierungen sowie der Anbau des vorgeschriebenen, zweiten Treppenhauses (Fluchttreppe) auf der Rückseite des Gebäudes (Südseite), welche zum Tag des offenen Denkmals 2011 der Öffentlichkeit präsentiert wurden.